# Kornett (regiszter)
A Kornett ajaksípokból álló nem ismétlő kevert orgonaregiszter. Leginkább a Cornet, Cornett elnevezéssel találkozhatunk a romantikus orgonák diszpozícióiban. Kimondottan francia romantikus regiszter, de megjelenik a német romantikában is, így a Rieger orgonagyár diszpozícióiban. A romantikától napjainkig alkalmazott, jellegzetes kevert regiszter. Alap-, kvint-, és tercsorokat tartalmaz, néha ezen felül tartalmazhat szeptimsort is. Általában négy sorral épül, de lehet három, öt, vagy hat soros is; de az egri bazilika orgonájában találkozunk kilencsorossal is. Legtöbbször 4’ magasságban indul, de a kezdő sora lehet 2 2/3’, 5 1/3’ vagy 8’ is. Alapanyaga ón, szűk principál jellegű sorokat tartalmaz. Hangja tömör, érces, a szeptimsor kölcsönözhet neki nyelves karaktert.